# Chorzele
Chorzele (germană Chorzellen) este un oraș în Polonia.

## Legături externe
- Site oficial